# Prodasineura sita
Prodasineura sita är en trollsländeart som först beskrevs av Kirby 1894.  Prodasineura sita ingår i släktet Prodasineura och familjen Protoneuridae. Inga underarter finns listade i Catalogue of Life.